# Gérard Pullicino
Gérard Pullicino (1958) è un regista e compositore francese di origine italiana.

## Biografia
Inizia a suonare come batterista in una rock band, Le Rockettes. Verso la fine degli anni settanta diventa rapidamente, grazie alle sue abilità, uno dei produttori più dotati della televisione francese. A quindici anni decise di intraprendere la carriera nel settore radiotelevisivo, carriera che lo ha condotto a realizzare la sua prima grande opera nel 1989 al Teatro Mogador, con lo spettacolo "Starmania".
In particolare, si distinse per aver creato l'immagine dello spettacolo, "Taratata", una delle sue numerose collaborazioni con Nagui, a cui ha dato, nel 1999, un ruolo nel film, "Babel".
Appassionato di musica, si è distinto nella conduzione sia di spettacoli musicali e concerti, che nella composizione di colonne sonore per alcuni spettacoli e film. È probabile che il suo istinto musicale, al fine di avvicinare la musica alla televisione, lo abbia spinto ad utilizzare un pianoforte, piuttosto che una consolle per il controllo delle proprie trasmissioni.
Ha successivamente prodotto e diretto artisti come, Céline Dion, Lara Fabian, Garou, Ray Charles, Johnny Hallyday, Joe Cocker, David Bowie e Madonna. Egli è anche il co-direttore del teatro "The Olympia", di Montreal.
Fu il compagno della cantante italo-belga-canadese Lara Fabian, con la quale, nel 2007, ha avuto una figlia di nome Lou. Lara Fabian ha annunciato il 15 novembre 2012, via Facebook, la rottura della coppia.